# Shigeo Kitano
Shigeo Kitano (北野重雄, Kitano Shigeo) va ser un polític i buròcrata japonès nascut a la prefectura de Gunma el 29 d'abril de 1903 i mort el 16 de març de 1990. Va ser governador de Gunma en diferents ocasions, sent el primer d'aquests en ser elegit democràticament. Va formar part del Partit Democràtic.

## Biografia
Shigeo Kitano va nàixer a la prefectura d'Osaka. Després de graduar-se a la Universitat Imperial de Tòquio va començar a treballar en diversos càrrecs burocràtics del govern del Japó d'abans de la guerra. Primer ingressà al ministeri de comerç i indústria i, posteriorment, entrà al ministeri de la guerra, on va ser subsecretari i secretari d'aquest ministeri. Al ministeri de comerç i indústria va exercir el càrrec de director de l'àrea de mines i també director del departament del carbó al ministeri de combustibles. El 1946, ja acabada la guerra, va ser nomenat governador de la seua prefectura natal, Gunma, per ordre del govern. Va estar al càrrec fins al 1947, quan va ser substituït al càrrec per Ryōzō Okuda, també designat pel govern. Aquell mateix any, quan se celebraren les primeres eleccions locals unificades democràtiques, Kitano va decidir presentar-se a aquestes sota les sigles del ja desaparegut Partit Democràtic. Kitano guanyà les eleccions i arribà al càrrec, però un any després, el 1948 va haver de dimitir en fer-se públic que havia estat implicat en un cas de tràfic il·legal on venia grans de cafè propietat de l'exercit d'ocupació estatunidenc a un comprador privat. Fou substituït per Yoshio Iyoku, qui va guanyar les eleccions anticipades convocades aquell any. Més tard, el 1952 Kitano va decidir tornar a presentar-se a les eleccions a governador, aquesta vegada com a independent. Guanyà les eleccions i tornà a ser governador de Gunma, però ja per darrera vegada. Kitano no es presentà a la reelecció l'any 1956, abandonant així el càrrec després d'una legislatura completa. Després d'això, Kitano va esdevindre president del banc Shoko Chukin l'any 1958 i romangué al càrrec fins al 1967. Va morir el 16 de març de 1990 a l'edat de 86 anys.